# 3857 Cellino
A 3857 Cellino (ideiglenes jelöléssel 1984 CD1) a Naprendszer kisbolygóövében található aszteroida. Edward L. G. Bowell fedezte fel 1984. február 8-án.